# Petites unités étrangères de l’armée napoléonienne
Pour un article plus général, voir Unités étrangères de l’armée napoléonienne.
Durant les guerres napoléoniennes, l’armée française a formé une foule de petites unités adjointes à la Grande armée, de taille inférieure au régiment (soit moins de 2 000 hommes), qui recrutaient des étrangers. Certaines des unités listées ci-dessous n’ont eu qu’une existence théorique (comme les régiments étrangers formés en avril 1815, pendant les Cent-Jours), d’autres existaient déjà lors des guerres de la Révolution, et se sont couvertes de gloire dans toute l’Europe. Certaines sont uniquement des unités d’appoint (comme les Compagnies franches cantabres), d’autres sont des unités d’élite et sont incorporées à la Garde impériale.
Le recrutement est parfois hétéroclite, tout comme les missions assignées.

## Unité à recrutement ibérique
- Fusiliers aragonais : Troupe recrutée en Espagne, combattant au sein des Troupes aragonaises de la 4e division de réserve, en Aragon. L’effectif est d’environ 200 hommes.

## Gendarmes
- Gendarmes aragonais
- Gendarmes catalans
- Gendarmes de Prusse
- Gendarmes septinsulaires

## Guides
- Guides d'Omar
- Guides catalans : formés par le général Decaen en Catalogne, en janvier 1812. Une seule compagnie (effectif : 150 hommes) est recrutée parmi les Catalans ou les Français parlant catalan. Un certain nombre sont d’anciens gendarmes catalans de Suchet, licenciés en décembre 1811. La compagnie est licenciée début 1814.

## Janissaires
- Janissaires de Syrie : corps formé en 1800 avec des Égyptiens ou des Levantins engagés dans l’armée d'Orient et venus en France.

## Unités de déserteurs
- 1er bataillon des déserteurs étrangers
- 2e bataillon des déserteurs étrangers
- 3e bataillon des déserteurs étrangers
- Bataillons de déserteurs allemands
- Bataillons de déserteurs autrichiens
- Compagnies de déserteurs étrangers

Utiles pour utiliser des combattants ennemis ayant déserté, mais parfois turbulents sur les arrières français. Ils relèvent de l’infanterie auxiliaire, et sont affectés à des garnisons : un bataillon à l’île d'Elbe, un au Fort impérial (il existe aussi un bataillon des déserteurs français rentrés).